# LGBT práva ve Spojených arabských emirátech

Duhová mapa Spojených arabských emirátů

Spojené arabské emiráty se skládají ze 7 emirátů: Dubaj, Abu Zabí, Ras al-Khaimah, Umm Al Quwain, Adžmán, Fujairah a Šardžá. Veškerá sexuální aktivita konaná mimo tradiční heterosexuální manželství je zde trestná. Tresty se pohybují v rozmezí pokut, vězení, deportací a trestu smrti. Cizoložství a smilstvo jsou samostatné trestné činy a na osoby odsouzené za stejnopohlavní sexuální aktivitu se aplikuje i trestný čin cizoložství, pokud jsou ženatí/vdané. Tyto zákony, částečně pocházející z dob Britské kolonizace, jsou stále silně prosazovány.

## Trestnost homosexuality
Paragraf 354 Federálního Trestního zákoníku stanovuje: "Kdo se dopustí znásilnění na ženě nebo sodomie s mužem, bude odsouzen k trestu smrti." Byť anglické překlady arabského trestu jsou rozporovány, v zemi panuje všeobecné cítění že se jedná o běžná opatření proti znásilnění a dobrovolné sodomii.
Právní řád v SAE není jednotný a v každém emirátu mohou platit jiné zákony, ty však nesmí být v rozporu s federálními zákony a právem šaría. Z tohoto důvodu jsou pachatelé těchto trestných činů souzeni na základě federálního trestního řádu, případně trestního řádu konkrétního emirátu.
V r. 2013 vyšlo najevo, že všechny státy Rady pro spolupráci arabských států v Zálivu nařídily testování (v jaké formě zatím neznámo) ve snaze znemožnit homosexuálním osobám vstup na jejich území.

### Abu Zabí
Paragraf 80 Trestního zákona Abu Zabí trestá sodomii až čtrnáctiletým trestem odnětí svobody. Bylo zveřejněno několik zpráv o běžném uplatňování tohoto zákona. Crossdressing je ilegální a trestá se podobně.
V r. 2005 byli odsouzeni 26letí muži poté, co policie při prohlídce zjistila, že společně v hotelu v Abu Zabí vykonávali cross-dressing a homosexuální praktiky. Stanovisko ministra vnitra a islámských záležitostí Mohammeda bin Mukhairy Al Dhahiriho je takové: "V zemi nemají místo homosexuální a deviantní praktiky. Naše společnost neakceptuje deviantní chování, ani pasivní, ani aktivní”. Podle prvních zpráv byla některým z odsouzených mužů nařízená pokusná hormonální léčba, ačkoliv od toho vláda nakonec ustoupila. Všem zúčastněným mužům byl udělen trest ve výši pěti let odnětí svobody.

### Dubaj
Paragraf 177 Dubajského Trestního zákona uvádí, že osoba dobrovolně vykonající sodomii, může být potrestána až 10letým vězením. LGBT lidé jsou v místních médiích nejčastěji zobrazování jako cizinci, nemocní a sexuální delikventi.
Jedním ze známých případů je únos a znásilnění 16letého francouzsko-švýcarského chlapce. Zpočátku zacházela policie s obětí jako s podezřelým a ve strachu z aplikace paragrafu 177, chlapec i rodina okamžitě vycestovali ze země. Nakonec však proti chlapci nezasáhly státní orgány ani poté, co se vrátil svědčit proti násilníkům. Jeho příběh se stal jedním z nejznámějších mezinárodních případů s postojem zdejší vlády: "Toto je konzervativní společnost. Praktikovaná homosexualita je ilegální. A my se za svůj postoj nestydíme." Chlapcova matka spustila mezinárodní kampaň za bojkot Dubaje jako odškodnění pro svého syna, od níž následně upustila, když jí vláda vyšla vstříc s určitými požadavky.
Dva z násilníků byli následně odsouzeni k 15 letům odnětí svobody, což pobouřilo rodinu oběti, která se odvolávala na znění zákona, který ukládá pachatelům znásilnění smrt. Chlapec zároveň obdržel odškodné ve výši 15 miliónů dirhamů (4 miliónů dolarů).
V r. 2008 byly odsouzeny dvě lesbické turistky k měsíci odnětí svobody a následnému vyhoštění ze země za homosexuální praktiky na veřejnosti. Policie zadržela dvě ženy, které na pláži vykonávaly orální sex. První trestní řízení tohoto druhu přimělo policii k vytvoření speciálního oddílu bojujícího proti sodomii a jiným obscénních praktikám na pláži.
Zákonné i sociální postihy LGBT lidí má za následek, že v Dubaji neexistují žádné LGBT organizace nebo noční kluby. Jeden noční klub s názvem Diamond Club pořádající speciální večírky pro LGBT komunitu, vč. travesti DJ, tu existoval, dokud jej vláda nezavřela.
V r. 2011 byli odsouzeni dva muži za sex v automobilu k trestu odnětí svobody v délce trvání 1 roku s následnou deportací po výkonu trestu.
Roku 2012 policie zadržela dva Indy za sex na veřejných toaletách na autobusové zastávce. Oba byli odsouzeni k 6 měsícům odnětí svobody a následné deportaci po výkonu trestu. Ten samý rok byl odsouzen 28letý Brit, který měl v opilosti na veřejných prostranstvích sex s jiným mužem, ke třem letům vězení a následné deportaci. 21. března 2012 podnikla policie razii na gay párty s 30 muži. 7. června 2012 se přiznal Belgičan na policii, že měl homosexuální poměr s Filipíncem. Byl potrestán 1 rokem odnětí svobody a následnou deportací.
V roce 2014 zadržela dubajská policie dvě brazilské transgender Karen Mke a Kamillu Satto v hotelovém nočním klubu pro imitaci ženského pohlaví. Kvůli následnému trestnímu stíhání jim byly zabaveny pasy, aby nemohly odcestovat ze země.
9. srpna 2016 byla zadržena na dubajském mezinárodním letišti kanadsko-americká transgender modelka Gigi Gorgeous. Zdejší úřednici ji odmítli uznat pohlaví uvedené v cestovním dokladu. Po čtyřhodinovém výslechu byla následně propuštěná.

## Změna pohlaví
V září 2016 přijala zdejší vláda federální dekret č. 4 částečně redukující trestní odpovědnost lékařů. Tento nový zákon povoluje lékařům provádět chirurgickou změnu pohlaví transgender jedincům, kterým byla diagnostikována genderová dysforie.

## Životní úroveň
Zpráva Ministerstva zahraničí Spojených států amerických z roku 2011 o lidských právech v SAE:
Občanské právo a právo šaría homosexuální aktivitu zapovídají. Podle práva šaría se trest smrti aplikuje na jedince, kteří dobrovolně vykonají soulož s osobou, téhož pohlaví. Až do roku 2011 zde však nebyly zaznamenány žádné trestní procesy, co se týče homosexuální aktivity. Občas vláda podrobovala osoby psychologickým procedurám a poradenství v souladu s homosexuální aktivitou. Crossdressing je považován za přestupek. Jsou známy případy, kdy se konal řádný trestní proces s cross-dressery, a to jak místními, tak i cizinci.

### Internetová cenzura
Vláda SAE omezuje přístup na různé webové stránky a kontroluje internetové kavárny, chatovací místnosti a logy. Případů stíhání a odsouzení je sice málo, avšak mnoho dost lidí se setkalo s blokováním zpráv a identity v gay chatech. Země má jediného poskytovatele internetových služeb, mezi jehož povinnosti patří blokovat přístup na jakékoli webové stránky s obsahem odporujícím islámské morálce - seznamky, předmanželský sex, LGBT, Bahá'í, Izrael apod. - tyto všechny stránky jsou na území SAE nepřístupné. Veškeré zprávy, které odkazují na jakékoli stránky, byť pouze se obsahující slovo "gay" nebo "sex" jsou rovněž blokovány.

## Souhrnný přehled
| Legální stejnopohlavní styk                                                            | (Trest: deportace, pokuta nebo vězení, trest smrti) |
| Stejný legální věk způsobilosti k pohlavnímu styku                                     | No                                                  |
| Anti-diskriminační zákony v zaměstnání                                                 | No                                                  |
| Anti-diskriminační zákony v přístupu ke zboží a službám                                | No                                                  |
| Anti-diskriminační zákony v ostatních oblastech(homofobní urážky, zločiny z nenávisti) | No                                                  |
| Stejnopohlavní manželství                                                              | No                                                  |
| Jiná forma stejnopohlavního soužití                                                    | No                                                  |
| Adopce dítěte partnera                                                                 | No                                                  |
| Společná adopce stejnopohlavními páry                                                  | No                                                  |
| Gayové a lesby mohou otevřeně sloužit v armádě                                         | No                                                  |
| Možnost změny pohlaví                                                                  | No                                                  |
| Přístup k umělému oplodnění pro lesbické ženy                                          | No                                                  |
| Náhradní mateřství pro gay páry                                                        | No                                                  |